# NGC 1930
NGC 1930 ist eine linsenförmige Galaxie vom Hubble-Typ SB0 im Sternbild Maler am Südsternhimmel. Sie ist schätzungsweise 185 Millionen Lichtjahre von der Milchstraße entfernt.
Das Objekt wurde am 29. Dezember 1834 von dem Astronomen John Herschel entdeckt.